# Pininfarina Battista
La Pininfarina Battista est une supercar 100 % électrique du nouveau constructeur automobile Automobili Pininfarina, financé par Mahindra & Mahindra.

## Préambule
La Pininfarina Battista est le premier modèle de la nouvelle marque automobile lancée simultanément « Automobili Pininfarina », basée à Munich en Allemagne. Mahindra a acquis en 2015 une participation de 76 % dans le bureau de design italien Pininfarina basé à Cambiano, créé en 1930, et acquis la licence sur le nom « Pininfarina » pour créer une marque de construction automobile à part entière.

## Présentation

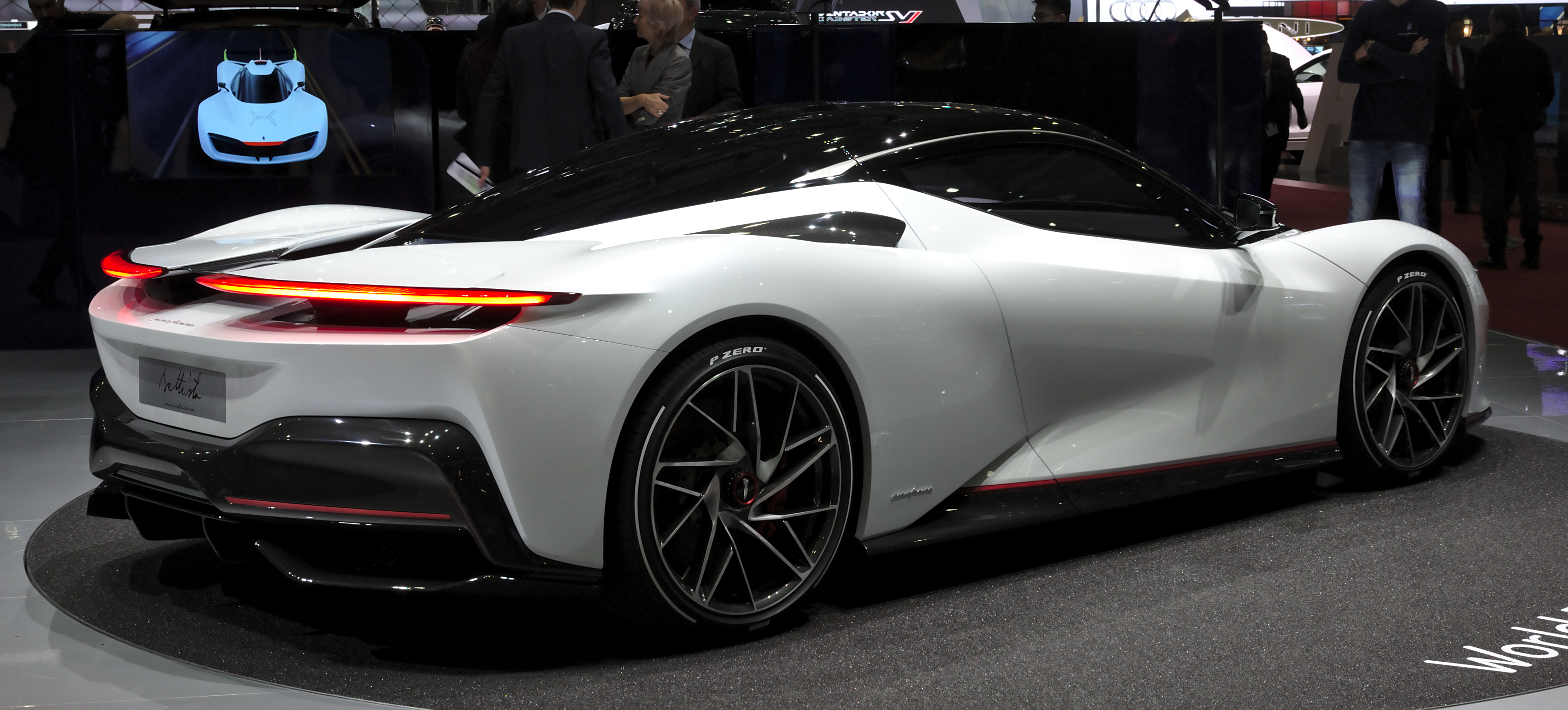
Vue de l'arrière.

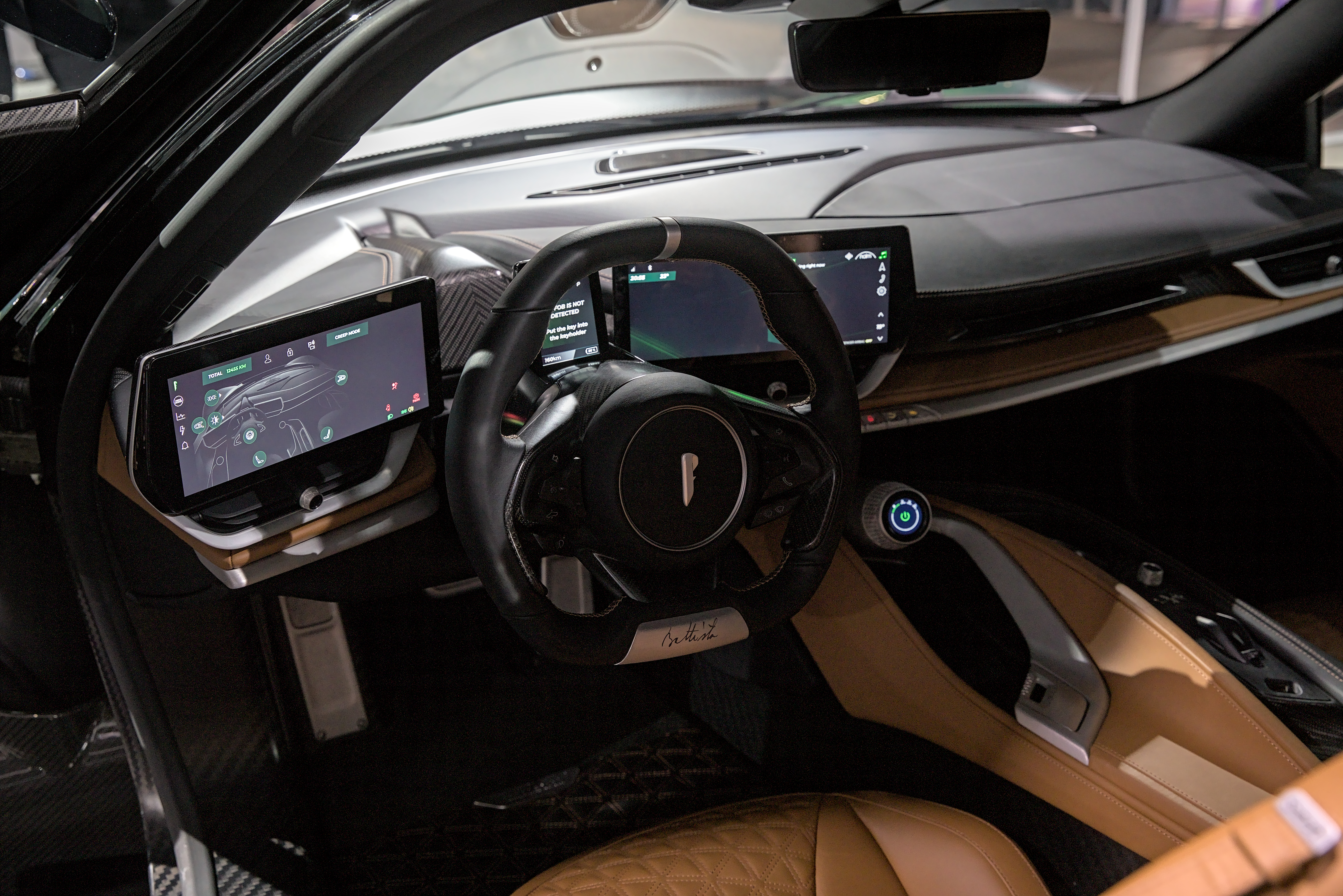
Intérieur.

La Battista est présentée aux États-Unis sous forme d'un concept-car nommé « Pininfarina PF-Zero » lors du Pebble Beach Concours d'Elegance 2018, en Californie,. 
En décembre 2018, elle est officiellement baptisée « Pininfarina Battista », un hommage au fondateur de Pininfarina Gian-Battista Pinin Farina.
La version de pré-série est présentée au salon de Genève le 5 mars 2019.
Elle est produite à 150 exemplaires à partir de 2020 et la version de série devait être présentée au salon international de l'automobile de Genève 2020 mais celui-ci a été annulé à cause de l'épidémie de coronavirus COVID-19.
La Pininfarina Battista a été dessinée par Luca Borgogno et Carlo Bonzanigo.

## Caractéristiques techniques
La Battista est basée sur une plateforme modulaire co-développée avec Rimac Automobili et la division Formule E de Mahindra Racing.

### Motorisation
La Battista reçoit quatre moteurs électriques, un par roue, faisant d'elle un véhicule à transmission intégrale. À l'avant ce sont deux moteurs de 450 kW (612 ch) et 900 N m de couple qui sont installés pesant chacun 55 kg, tandis qu'à l'arrière deux blocs électriques de 25 kg procurant 250 kW (340 ch) et 280 N m de couple prennent place. L'ensemble électrique développe une puissance de 1 900 ch pour 2 300 N m de couple, permettant de réaliser le 0 à 100 km/h en 1,9 s et une vitesse maximale de 402 km/h.

### Batterie
La batterie en forme de « T » est logée dans le tunnel central et bénéficie d'une capacité de 120 kWh lui procurant une autonomie de 500 km. Elle est produite en collaboration avec le constructeur croate Rimac, et elle est très proche de celle qui équipe la Rimac Nevera, tout comme les moteurs électriques et le châssis.

## Séries spéciales
Battista Anniversario

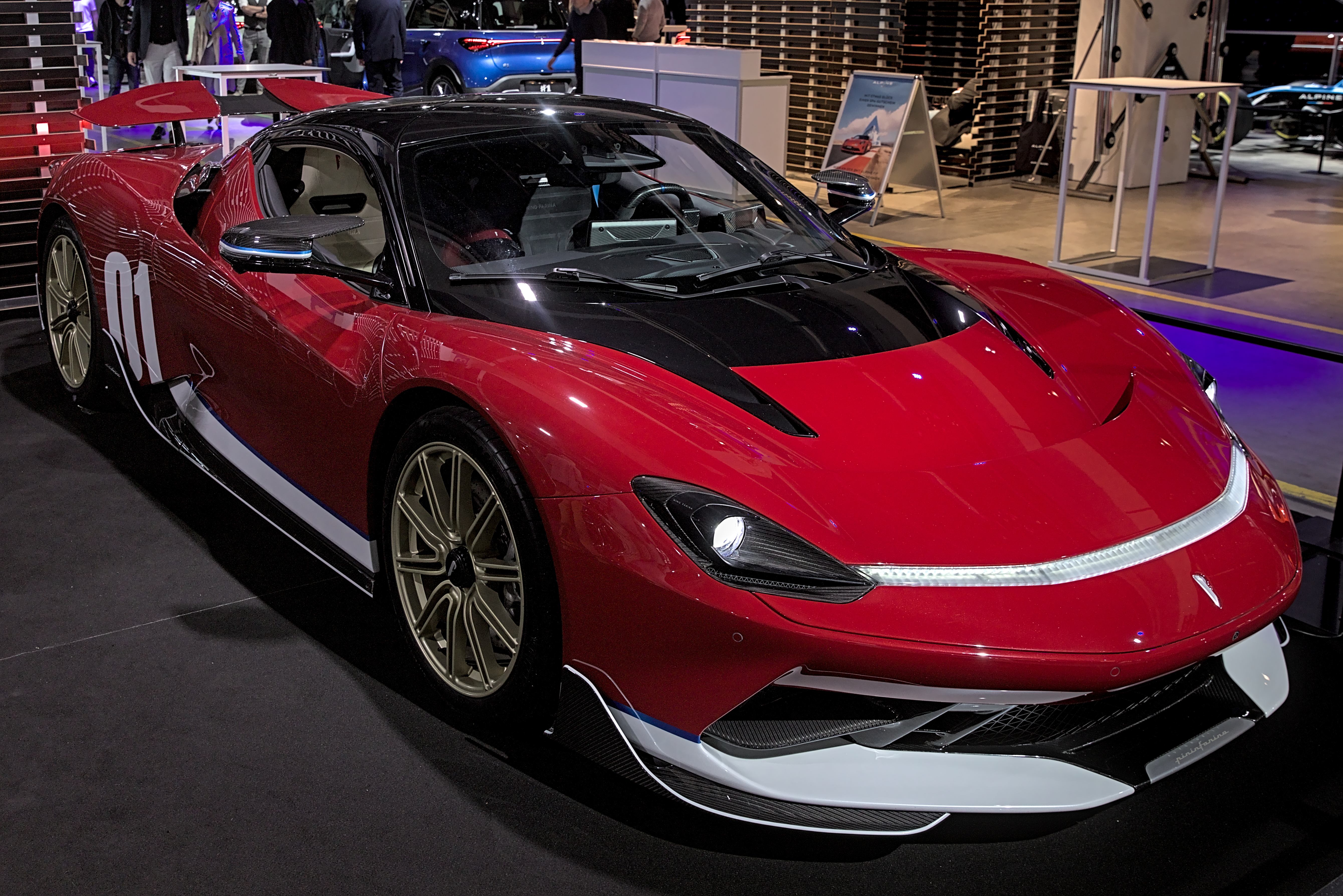
Pininfarina Battista Edizione Nino Farina.

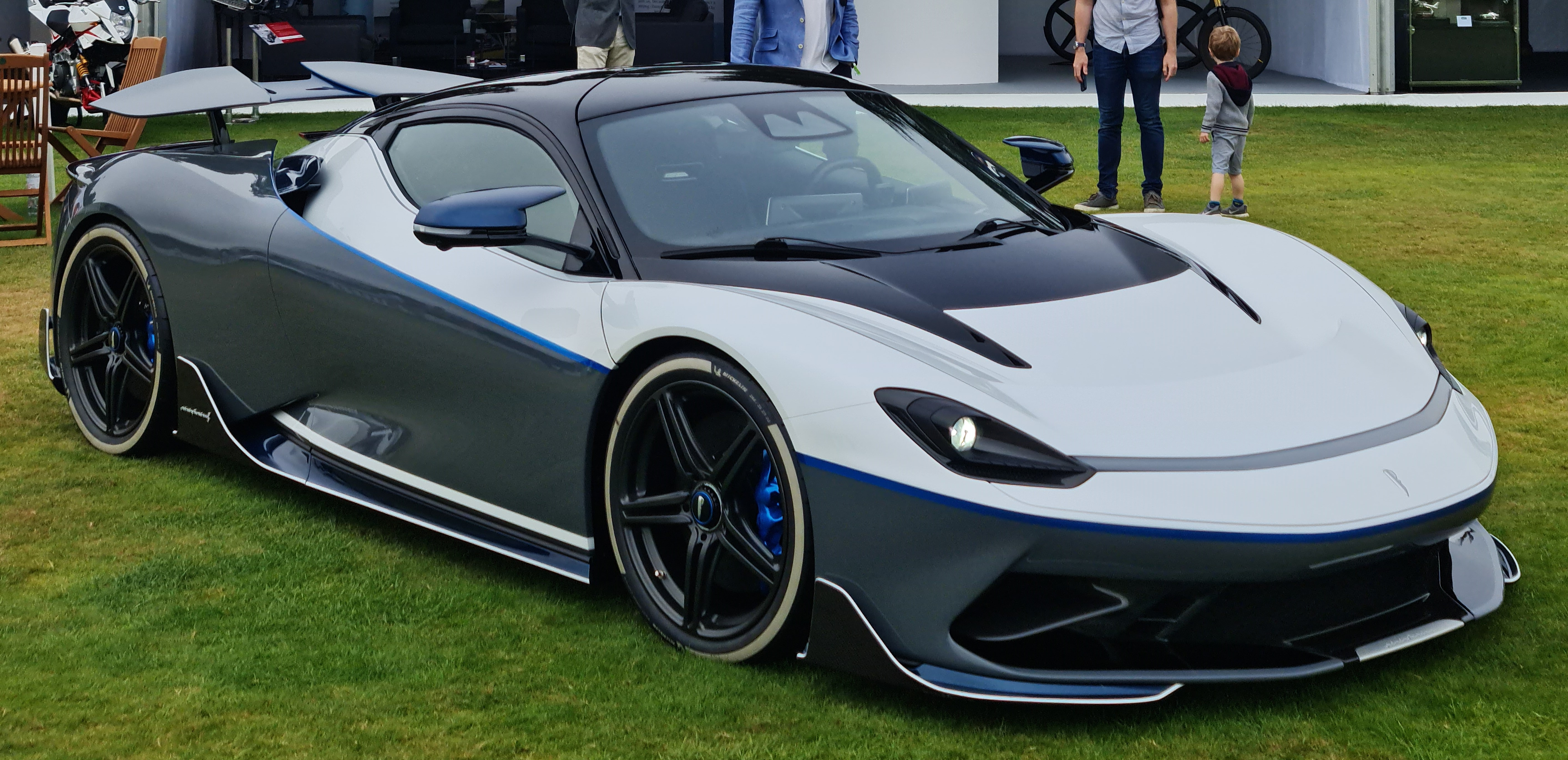
Pininfarina Battista Anniversario.

- La Pininfarina Battista Anniversario célèbre les 90 ans du bureau de design Pininfarina. Elle est produite en cinq exemplaires en 2020[11].

Battista Edizione Nino Farina
- La Battista Edizione Nino Farina rend hommage au pilote italien de Formule 1 Giuseppe Farina, dit Nino Farina. Elle est présentée au Festival de vitesse de Goodwood 2023 et elle est produite en 5 exemplaires[12].

Battista Targamericana
- Version targa unique de la Battista pour un client américain, qui s'inspire de la Ferrari Testarossa Spider construite pour Gianni Agnelli en 1986[13].

## Dérivé
La Pininfarina B95 est une version barchetta dérivée du coupé Battista, dénuée de toit, de pare-brise et de fenêtres. Elle est présentée le 18 août 2023 à la Monterey Car Week lors du Pebble Beach Concours d'Elegance.